# 다소 미라주 F1
미라주 F1은 프랑스 다소사에 의해 생산된 1인승 제공 전투기와 공격기이다.

## 역사
미라주 F1은 미라주 III와 미라주 5의 후속기로 설계되었다.

## 사용국
700기 이상이 생산되었다. 10개국 이상에서 사용중이다.
- 프랑스
- 에콰도르 - F1JA
- 그리스
- 이라크 - F1EQ
- 이란
- 요르단
- 쿠웨이트
- 리비아 - F1ED 16대 포함 총 38대
- 모로코
- 카타르
- 남아프리카 공화국
- 스페인

## 제원 (Mirage F1)
정보의 출처: Jane's All The World's Aircraft 1988–89
일반 특성
- 승무원: 1
- 길이: 15.30 m (50 ft 2½ in)
- 날개폭: 8.40 m (27 ft 6¾ in)
- 높이: 4.50 m (14 ft 9 in)
- 날개면적: 25.00 m² (269.1 ft²)
- 공허중량: 7,400 kg (16,314 lb)
- 탑재중량: 10,900 kg (24,030 lb)
- 최대이륙중량: 16,200 kg (35,715 lb)
- 엔진: 1× SNECMA Atar 9K-50 afterburning 터보제트
  - 최대추력: 49.03 kN[2] (11,023 lbf)
  - 재연소시추력: 70.6 kN (15,873 lbf)

성능
- 최대속도: Mach 2.2 (2,338 km/h,[2] 1,262 knots, 1,453 mph) at 11,000 m (36,090 ft)
- 전투행동반경: 425 km (230 nm, 265 mi) hi-lo-hi at Mach 0.75/0.88 with 14 × 250 kg bombs
- 최대항속거리: 3,300 km[3] (1,780 nmi, 2,050 mi)
- 상승한도: 20,000 m (65,600 ft)
- 상승률: 243 m/s (47,835 ft/min) at high altitude

무장
- 기관포: 2× 30 mm (1.18 in) DEFA 553 기관포 각각 150발
- 무기장착점: 1 centreline pylon, four underwing and two wingtip pylons 6,300 kg (13,900 lb) (practical maximum load 4,000 kg (8,800 lb)),다음의 조합이 가능함:
  - 로켓: 8× Matra rocket pods with 18× SNEB 68 mm rockets each
  - 폭탄: various
  - 기타: 정찰포드 또는 드롭 탱크
- 미사일: 2× AIM-9 사이드와인더 또는 마트라 R550 매직, 2× R.530, 1× AM-39 엑조세 대함 미사일,  2× AS-30L laser-guided missiles

## 같이 보기
- 미라주 3
- 다소 미라주 2000
- 미코얀-구레비치 MiG-23
- 노스롭 F-5
- SEPECAT 재규어